# Ci vuole un fiore (singolo)
Ci vuole un fiore è un singolo di Sbirulino, alter ego di Sandra Mondaini, pubblicato nel 1984.

## Descrizione
Il singolo, cover del famoso brano di Sergio Endrigo che ha scritto le musiche su testo di Gianni Rodari ed è stato riarrangiato per l'occasione da Arturo Zitelli e Roberto Zanaboni, era la seconda sigla della trasmissione "Il circo di Sbirulino". Il Piccolo coro dell'Antoniano prese parte alla registrazione del brano. Sul lato B è incisa la versione strumentale.